# Circonscription des Oasis
Le département des Oasis était composée d'une circonscription législative.

## Historique des députés
| Législature | Début de mandat | Fin de mandat  | Député                                            | Parti politique | Observations |
| ----------- | --------------- | -------------- | ------------------------------------------------- | --------------- | --- |
| Ire         | 9 décembre 1958 | 3 juillet 1962 | Hamza Al-Sid-Boubakeur Marcel Deviq Mohamed Boudi | RNUR            | Mandat écourté à la suite de l'indépendance de l'Algérie. Mandat écourté à la suite d'une dissolution parlementaire décidée par Charles de Gaulle. |

## Historique des élections

### Élections de 1958
| |                                                         |         |        |  |  |
| Liste Union et défense des intérêts des départements sahariens                                                                       | 1.Hamza Al-Sid-Boubakeur 2.Marcel Deviq 3.Mohamed Boudi | 125 733 | 100,00 |  |  |
| |                                                         |         |        |  |  |
| Inscrits | 186 455                                                 | 100,00  | 3      |  |  |
| Abstentions | 50 506                                                  | 27,09   |        |  |  |
| Votants | 135 949                                                 | 72,91   |        |  |  |
| Blancs et nuls | 10 216                                                  | 7,51    |        |  |  |
| Exprimés | 125 733                                                 | 92,49   |        |  |  |
| Source : France, Ministère de l'intérieur. Les Elections législatives . Métropole., la Documentation française, 1960 (lire en ligne) |                                                         |         |        |  |  |